# Yabogane
Yabogane est une localité du département de Dano, dans la province d’Ioba (région du Djôrô) au Burkina Faso. En 2006, cette localité comptait 1 597 habitants dont 53,7 % de femmes.